# زیمباخ آم این
شهر زیمباخ آم این (به آلمانی: Simbach am Inn) در ایالت بایرن در کشور آلمان واقع شده‌است.